# Matjaž Zupančič
Matjaž Zupančič (Liubliana; 26 de abril de 1959) es un dramaturgo, director de teatro, autor de dramas y escritor esloveno.

## Vida
Su entusiasmo por el teatro proviene de su familia, especialmente de su padre, Mirko Zupančič, profesor de historia del drama y autor de obras teatrales. Después de terminar sus exámenes finales en el Instituto Vič de Liubliana se inscribió en la Academia de teatro, radio, cine y televisión para estudiar dramaturgia. En el tercer año cambió estos estudios por los de dirección artística. Terminó sus estudios en 1981, con la dirección de Espectros, de Henrik Ibsen. 
La primera obra que llevó a la escena de un teatro profesional fue Mariana Pineda de Federico García Lorca en el teatro Glej, del cual se hace director artístico en 1983. En 1990 publica su primera obra literaria, el drama Los exorcistas, a la que siguieron otras muchas. Las representaciones de sus obras son bastante populares, conocidas entre la gente y reciben premios (el premio Grum, el premio Šeligo, el premio Kresnik, el premio del festival Ex ponto). Muchas veces el autor mismo dirige también sus obras en el Teatro nacional esloveno Drama. Desde 1989 trabaja como profesor de dirección artística en la anteriormente mencionada Academia y como director artístico en El teatro nacional esloveno Drama de Liubliana.

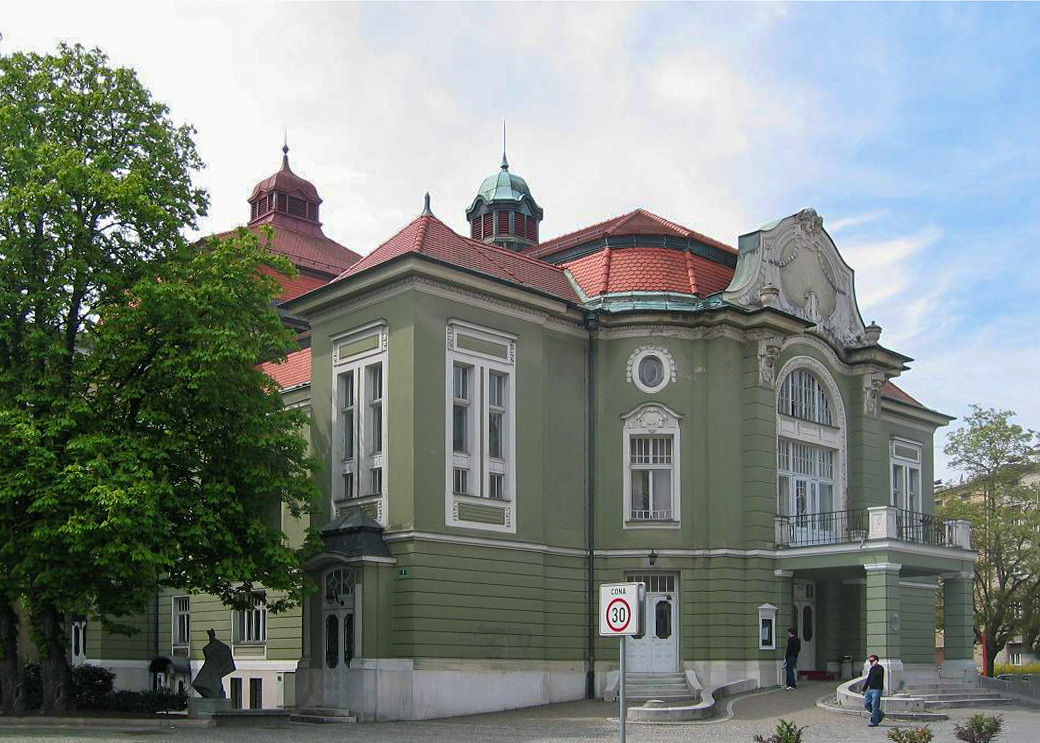
El teatro nacional esloveno Drama Liubliana

## Obras
Cuando Zupančič empezó su carrera de autor y director de teatro en los años 80, en Eslovenia era muy popular escribir y representar obras con temática sociopolítica, en las que influyó la Segunda Guerra Mundial y la situación política que siguió en Yugoslavia. Zupančič era demasiado joven como para preocuparse demasiado por estos temas, porque no había experimentado la represión del socialismo. A él le interesaba más el individuo y su psicología. En su trabajo influye también (según dice Darja Dominikuš en el prólogo a su drama Vladimir) el psicoanálisis teórico, especialmente el de Jacques Lacan. 
Una de sus obras más importantes es Vladimir, en la que al principio tres jóvenes que viven juntos buscan un cuarto compañero de habitación con quien repartir los gastos. Un hombre mayor, el exguarda jurado Vladimir se instala en su apartamento y la vida de todos cambia drásticamente.
Esta obra fue traducida a muchas lenguas y representada en varios teatros por toda Europa. También sus obras El pianista desnudo y El pasillo fueron traducidas a lenguas extranjeras. Zupančič ha recibido cuatro premios Grum, un premio esloveno que se concede al mejor texto teatral del año.

### Lista de obras
1990 Izganjalci hudiča (Los exorcistas)

1991 Slastni mrlič (El cadáver delicioso)

1992 Nemir (La inquietud)

1994 Ubijalci muh (Los asesinos de las moscas)

1997 Obiskovalec (roman) (El visitante (novela))

1997 Vladimir

2000 Sence v očesu (roman) (Las sombras en el ojo (novela))

2000 Goli pianist (El pianista desnudo)

2003 Hodnik (El pasillo)

2003 Igra s pari (El juego con las parejas)

2003 Bolje tič v roki kot tat na strehi (Mejor un pájaro en mano que un ladrón en el techo)

2006 Razred (La clase)

2007 Reklame, seks in požrtija (Anuncios, sexo y banquete)

2011 Shocking shopping

2011 Padec Evrope (La caída de Europa)